# Ліпову-де-Сус
Ліпову-де-Сус (рум. Lipovu de Sus) — село у повіті Долж в Румунії. Входить до складу комуни Ліпову.
Село розташоване на відстані 199 км на захід від Бухареста, 26 км на південний захід від Крайови.

## Населення
За даними перепису населення 2002 року у селі проживали 243 особи. Усі жителі села рідною мовою назвали румунську.
Національний склад населення села:
| Національність | Кількість осіб | Відсоток |
| -------------- | -------------- | -------- |
| румуни         | 202            | 83,1%    |
| цигани         | 41             | 16,9%    |